# Lijia Xu
Lijia Xu, née le 30 août 1987 à Shanghai en Chine, est une sportive chinoise, pratiquant la voile.

## Biographie
Mal voyante d'un œil, et mal entendante d'une oreille, Lijia Xu commence le sport à 4 ans (natation) avant de rejoindre la voile. En 1999, alors qu'elle n'a que 12 ans, elle est rescapée d'une tempête durant un entrainement en haute mer avec son coach et un équipage. 
Elle rate les JO d’Athènes à cause de la tumeur maligne. Elle obtient la médaille de bronze aux Jeux olympiques d'été de 2008 et la médaille d'or lors de ceux de 2012 à Londres en Laser radial. Elle est par ailleurs la porte-drapeau de Chine durant la cérémonie de clôture des JO de Londres.

## Résultats principaux

### 2008
- Jeux Olympiques de Pékin : médaille de bronze dans la catégorie laser-radial femme solo

### 2012
- Jeux Olympiques de Londres : médaille d'or dans la catégorie laser-radial femme solo
- Marin de l'année en 2012